# Krombeinella beaumonti beaumonti
Krombeinella beaumonti beaumonti é uma subespécie de insetos himenópteros, mais especificamente de vespas pertencente à família Mutillidae.
A autoridade científica da subespécie é Invrea, tendo sido descrita no ano de 1952.
Trata-se de uma subespécie presente no território português.